# Distretto di Beyləqan
Il distretto di Beyləqan (in azero: Beyləqan rayon) è un distretto dell'Azerbaigian. Il suo capoluogo è Beyləqan.